# 세종특별자치시동물위생시험소
세종특별자치시동물위생시험소(世宗特別自治市動物衛生試驗所)는 세종특별자치시안의 가축 질병의 방역, 축산물·식품 검사 및 인수공통전염병에 관한 시험검사와 연구를 위하여 세종특별자치시청 산하에 설치된 사업소이다.
연구소장은 지방행정사무관이나 지방수의사무관, 지방수의연구관으로 보한다.

## 조직
소장
- 위생검사계
- 전염병예방계